# Escépsis

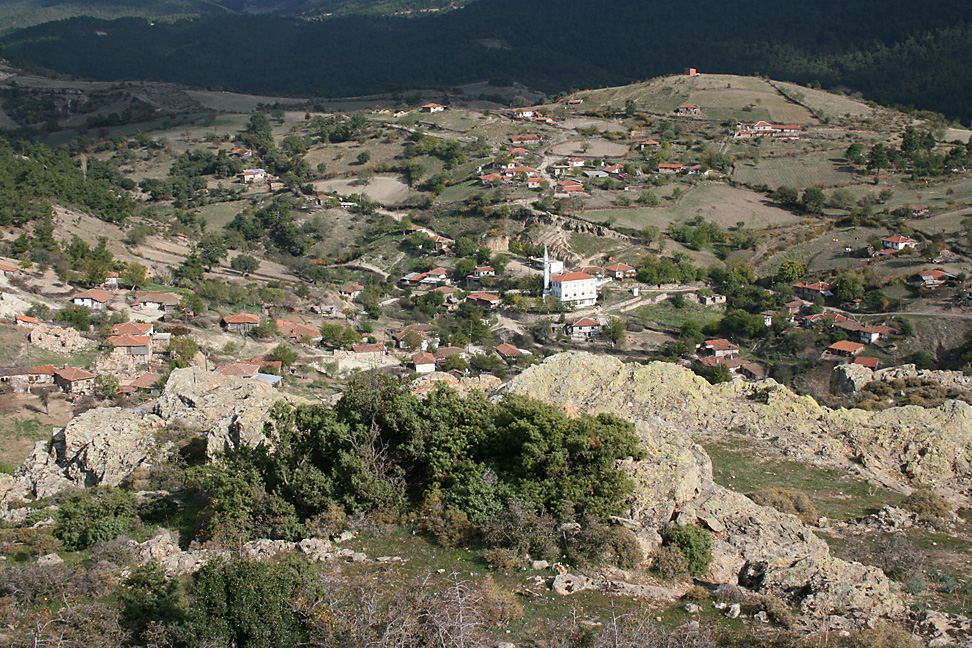
Vista da vila de Kurşuntepe do ponto mais alto do local da antiga Scepsis.

Escépcis (em latim: Scepsis) foi uma cidade da Trôade. Ficou famosa por ali ter sido localizada a biblioteca de Aristóteles, antes da mudança para Pérgamo e Alexandria. Escépcis, em grego, quer dizer uma vista, uma impressão.

## Geografia
Estrabão menciona dois lugares associados, Palecépsis e Escépcis, que marcavam a fronteira da região dos dardânios em sua época. Palecépsis ficava localizada acima de Cebren, na parte mais alta do Monte Ida, próxima a Políchna, e era chamada, antigamente, de Escépcis, porque de lá dava para observar toda a região em volta, um nome bárbaro adaptado à fonologia grega.

## Mitologia
Os habitantes de Palecépsis foram removidos para a nova Escépcis, localizada a 60 estádios de distância, por Escamândrio, filho de Heitor, e por Ascânio, filho de Eneias. As duas famílias retiveram o poder em Escépcis por várias gerações, até que o governo foi transformado em oligarquia; quando os milésios se estabeleceram como cidadãos, a cidade passou a ser uma democracia, porém os membros das duas famílias reais continuaram a ser chamados de reis, mantendo alguns privilégios.
Segundo Demétrio de Escépcis, a cidade era onde ficava a residência real de Eneias, porque ela ficava entre o território controlado por Eneias e Lirnesso, para onde ele fugiu, quando foi perseguido por Aquiles; Estrabão, porém, duvida desta história, com base em que Escépcis havia sido fundada pelos filhos de Heitor e de Eneias.

## História
Em 311 a.C., foi concluído um tratado de paz entre Antígono Monoftalmo, de um lado, e Cassandro, Lisímaco e Ptolemeu I Sóter, do outro, ao término da terceira  Guerra dos Diádocos. Os habitantes de Escépcis, agradecidos a Antígono porque uma das cláusulas do tratado, uma vitória diplomática de Antígono, foi que as cidades gregas seriam autônomas, livres e sem guarnições, enviaram uma carta a ele, que foi preservada nos documentos RC 1 (OGIS 5 + II 538) e OGIS 6. Por estes documentos, eles conferiam honras divinas a Antígono, e a seus dois filhos Demétrio e Filipe.
Quando Antígono fundou Alexandria da Trôade, inicialmente com o nome de Antigônia, os habitantes de Escépcis foram levados para a nova cidade, junto de seus inimigos, os habitantes da Cebrênia. Lisímaco os libertou, e deixou que eles voltassem à sua antiga cidade; foi quando Lisímaco mudou o nome de Antigônia para Alexandria.
A cidade pertenceu aos domínios da dinastia atálida, de Pérgamo; foi neste época que a biblioteca de Neleu de Escépcis, com livros que haviam pertencido a Teofrasto e a Aristóteles, foi enterrada, para que não fosse utilizada para a Biblioteca de Pérgamo. Mais tarde, com os livros danificados pela umidade e por traças, eles foram vendidos pelos descendentes de Neleu, por uma grande soma de dinheiro, para Apellicon de Teos.

## Personalidades
Estrabão lista várias personalidades de Escépcis:
- Erasto de Escépcis, Corisco de Escépcis e Neleu, filho de Corisco, filósofos socráticos;[9]
- Demétrio de Escépcis, gramático que escreveu um comentário sobre A organização dos exércitos de Troia;[10]
- Metrodoro de Escépcis, que trocou a filosofia pela política e viveu na corte de Mitrídates Eupátor.[10]